# Independentistes d'Esquerra
Independentistes d'Esquerra va ser un col·lectiu presentat el 22 de febrer de 2020 a l'Ateneu Barcelonès i dissolt 6 mesos després.
Durant l'acte de presentació van fer públic un manifest que promovia la unitat estratègica de l'independentisme i on defensa crear una candidatura, amb el suport de partits i entitats, amb l'objectiu de conformar un Bloc Republicà d'Alliberament Nacional.
El col·lectiu estava format per membres, i antics membres, de partits com Partit Socialista d'Alliberament Nacional (PSAN), el Front Nacional de Catalunya (FNC), Estat Català (EC) i Esquerra Republicana (ERC).
El 24 d'agost de 2020, el col·lectiu va comunicar que es dissolia i que una part dels membres de la comissió organitzadora de l'assemblea constituent havien anunciat la creació de l'associació Independentistes d'Esquerres.